# Dominique Schnapper
Dominique Schnapper (Parigi, 9 novembre 1934) è una sociologa e politologa francese esperta di storia delle religioni.

## Biografia
È figlia di Raymond e Suzanne Aron, e moglie di Antoine Schnapper, dal quale ha avuto tre figli. Ha frequentato la facoltà di storia e scienze politiche all'Istituto di studi politici di Parigi (Sciences Po). Nel 1967 ha conseguito il dottorato in sociologia all'Università di Parigi. Dal 1980 è direttrice di studi all'École des hautes études en sciences sociales (EHESS).
È una studiosa e professoressa di sociologia. I suoi studi sociologici sono stati in maggior parte storici, ma si sono spostati da indagini su minoranze e lavoro ad altre sulla cittadinanza e nazionalità. È stata membro del consiglio costituzionale francese dal 2001 al 2010. È stata nominata cavaliere della Legion d'onore e ufficiale dell'Ordre des arts et des lettres. Dominique Schnapper si occupa principalmente di sociologia storica, così come sulle minoranze, la disoccupazione, il lavoro e la sociologia urbana, e dal 1990 anche sul concetto di nazione e cittadinanza.

## Istruzione
- Diploma dell'Institut d'études politiques de Paris, 1957
- Dottorato in sociologia, Università di Parigi, 1967
- Dottorato in lettere, Università di Paris V, 1979

## Fonti
- Olivier Roy Islam alla sfida della laicità